# 표준 태양 모형
표준 태양 모형(standard solar model, SSM)은 태양을 구형 기체 덩어리로 보는 과학 모형으로, 항성을 구대칭 준정적 상태로 봄으로서 기본적인 물리 법칙에서 항성구조를 유도할 수 있게끔 한다. 모형은 태양의 광도, 반지름, 연도, 구성 성분을 경계값 문제로 갖는데, 이 중 연도를 제외한 값의 측정 정밀도는 매우 높다. 태양의 나이는 직접 측정할 수 없으며, 일반적으로 태양계의 형성과 진화 이론과 합쳐, 가장 오래 된 운석의 나이와 같다고 보는 방법으로 추정한다. 태양 광구의 구성 성분은 질량을 기준으로 수소가 74.9%, 헬륨이 23.8%이다. 이보다 무거운 원소는 천문학에서 금속이라고 합쳐 부르며, 총 질량의 2% 이하이다. 표준 태양 모형은 항성진화이론이 맞는지를 시험하는 데도 쓰이며, 실제로 항성진화 모형에서 사용하는 자유 매개변수인 헬륨 함량과 혼합 길이 변수의 값을 아는 방법은 수치를 표준 태양 모형에 대입하며 실제 관측된 태양과 맞는지를 알아보는 방법 뿐이다.

## 태양 모형을 보정하는 방법
항성은 구성 성분이 균일하고 핵반응을 통해서 광도를 얻기 막 시작한 시점을 0살(영년주계열)로 본다. 표준 태양 모형을 얻기 위해서는, 질량 1태양질량(1 M☉)인 영년 별을 현재 태양의 나이까지 수치적으로 항성진화시키면 된다. 영년 태양 모형에서의 원소 함량은 태양계 초기의 운석을 연구하여 구하며, 이후 항성을 정상 상태에 있다고 수치적으로 가정한 후 온도, 압력, 밀도에 대한 항성구조 방정식을 현재 태양의 나이까지 시간에 대해 계산한다. 광도나 원소 함량 등 계산 결과와 실제 태양 간의 값의 차이가 있으면 이를 이용해 모형을 다시 보정한다. 예를 들어, 태양 형성 초기 헬륨과 금속 일부는 확산에 의해 광구 바깥으로 방출되었는데, 이로 인해 현재 태양의 광구에는 원시 광구에 비해 헬륨과 금속의 함량이 87% 가량밖에 되지 않는다. 원시 태양 광구의 조성비는 수소 71.1%, 헬륨 27.4%, 금속 1.5%였다. 정확한 모형을 구하기 위해서는 중원소가 확산에 의해 방출되는 과정이 반드시 필요하다.

## 항성구조 방정식에 대한 수치적 모형화
정역학적 평형 방정식 등, 항성구조에 대한 미분방정식은 점화식을 이용해 수치적으로 적분한다. 이 경우 항성은 구대칭 형태로 보며, 상태 방정식을 이용하여 유한 번 적분하면 압력, 불투명도, 에너지 생성률의 관계를 밀도, 온도, 구성 성분으로 나타낼 수 있다.

## 태양의 진화

현재 태양과 비교한 태양의 광도, 반지름, 유효온도의 진화.

태양핵에서의 핵반응은, 양성자-양성자 연쇄 반응과 CNO 순환을 통해 수소 원자핵을 헬륨 원자핵으로 바꾸므로, 핵의 조성은 점차 바뀌게 된다. 핵의 평균 분자량이 증가함에 따라 압력이 감소하게 되며, 이는 핵이 수축하는 결과로 이어진다. 비리얼 정리에 따라 수축으로 발생하는 중력 위치 에너지 절반은 복사되고, 나머지 절반은 핵의 온도를 올리는 데 사용된다. 결과적으로 온도가 증가하며 압력 또한 증가하며, 정역학적 평형이 다시 복원된다. 태양의 광도는 온도 증가에 따라 커지며, 핵반응률 또한 증가한다. 온도 및 압력 기울기를 상쇄하기 위해 태양 바깥층은 팽창하며, 이에 따라 반지름도 증가한다.
항성은 완전히 멈춰 있지는 않으나, 주계열 단계에 매우 오래 머문다. 태양의 경우, 주계열에 약 46억 년 간 머물러 있었으며, 약 65억 년 후 적색거성이 될 예정이므로, 주계열에 머무르는 총 기간은 110억 년 가량이다. 이를 이용해, 태양을 정상 상태로 본다. 항성구조 방정식은 단순화를 위해 시간 의존성을 제거하여 표현하나, 다음과 같이 광도는 예외이다.{\displaystyle {\frac {dL}{dr}}=4\pi r^{2}\rho \left(\varepsilon -\varepsilon _{\nu }\right)}
여기서 L은 광도, ε은 단위 질량당 핵반응에 의해 생성되는 에너지, εν는 중성미자 방출에 의한 광도이다.
이처럼 태양이 주계열 단계에서 느리게 진화하는 것은 핵 구성비가 바뀌는 것(수소의 소모, 헬륨의 생성)에 따라 결정된다. 여러 핵반응 각각에 대한 반응률은 고에너지에서 진행한 입자물리학적 실험 결과를 태양 내부에 맞추어 저에너지로 변환하여 구한다. 역사적으로 핵반응률의 오차로 인해 항성 모형에서 오차가 생긴 경우가 가장 많았으며, 현재는 컴퓨터를 이용하여 입자에 따른 함량을 계산하고 있다. 어떠한 입자는 생성되는 과정과 소모되는 과정 모두가 존재하므로, 시간에 따른 함량 변화를 계산하기 위해서는 이 모두를 감안하여 온도와 밀도에 따라 구할 필요가 있다. 이 과정을 이용해 구해야 하는 입자의 종류 자체도 많기 때문에, 실험적으로는 컴퓨터를 다수 연결하여 계산한다.
보그트-러셀 정리에 따르면, 항성에서는 질량과 구성 성분으로만 반지름, 광도, 내부 구조, 진화 과정이 결정된다. 비록 항성이 급격히 진화하는 일생 말기에는 이 정리가 적용되지 않으나, 느리게 진화하는 경우 시간 간격을 작게 설정함으로서 특정 시점의 항성의 내부 구조를 수치적으로 구할 수 있다. 여기에서 나타나는 미분방정식의 수치적 해는 항성구조에서 나타나는 압력, 불투명도, 에너지 생성률에 대한 상태 방정식이 필요하며, 이를 통해 밀도, 온도, 구성 성분을 알아낼 수 있다.

## 표준 태양 모형의 목적
표준 태양 목적에는 크게 두 가지 목적이 있다.
- 항성 모형이 태양과 같은 광도와 반지름을 가지게끔 강제함으로서 헬륨 함량과 혼합 길이 변수의 추정치를 제공.
- 자전, 자기장, 확산과 같은 더 복잡한 모형이나, 난류 등 대류의 더 복잡한 처리 과정을 평가할 수 있는 수단을 제공.

입자물리학의 표준 모형이나 표준 우주 모형과 마찬가지로 표준 태양 모형 또한 새로운 이론적 및 실험적 발견과 맞추기 위해 서서히 변화한다.

## 태양에서의 에너지 수송
태양은 중심에 복사핵, 주변에 대류층을 가지고 있다. 핵에서 핵반응을 통해 생겨나는 광도는 이론적으로 복사에 의해 바깥으로 전달되어야 하나, 바깥으로 나갈수록 온도 기울기가 심해져 복사만으로는 에너지를 모두 전달할 수 없게 된다. 이로 인해 뜨거운 물질이 표면(광구)으로 직접 올라가는 대류 현상이 나타난다. 물질이 표면에 도착해 식으면 다시 대류층 밑으로 내려가 복사핵 최외곽에서 나오는 열을 흡수하여 이 과정을 반복한다.
표준 태양 모형에서는 항성구조에서 기술한 것과 같이, 항성 중심에서 r만큼 떨어진 곳의 두께 dr인 껍질의 밀도 {\displaystyle \rho (r)}, 온도 T(r), 총 압력 (물질압과 복사압의 합) P(r), 광도 l(r), 단위 질량당 에너지 생성률 ε(r)를 고려한다.
복사에 의한 에너지의 수송은 온도 기울기 방정식에 따라 나타난다.{\displaystyle {dT \over dr}=-{3\kappa \rho l \over 16\pi r^{2}\sigma T^{3}},}
여기서 κ는 물질의 불투명도, σ는 슈테판-볼츠만 상수이며, 볼츠만 상수는 1로 본다.
대류에 의한 에너지의 수송은 혼합 길이 이론에 따르며, 이에 대응하는 온도 기울기 방정식은 (단열과정을 가정할 때) 다음과 같다.
{\displaystyle {dT \over dr}=\left(1-{1 \over \gamma }\right){T \over P}{dP \over dr},}
여기서 γ = cp / cv는 단열 비열비로 기체 내 비열용량의 비율이다. 완전히 이온화된 이상기체의 경우, γ = 5/3이다.
태양 대류층 최하부 근처에서 대류는 단열과정에 가까우나, 표면으로 접근할수록 단열과정에서 벗어나게 된다.

### 표면 근처 대류 시뮬레이션
복잡한 대류층 상층부를 설명하기 위해서는 복사전달까지 포함해, 시간에 의존하는 3차원 유체동역학 시뮬레이션을 진행해야 한다. 이러한 시뮬레이션을 통해서 태양 광구에서 나타나는 쌀알무늬와 태양 복사선에서 나타나는 스펙트럼의 양상을 재현하는 데 성공하였다. 시뮬레이션 자체는 전체 태양 반지름 중 일부만을 다루고 있으며, 태양 전체 모형을 만드는 데 사용하기에는 시간이 굉장히 많이 들어간다. 혼합 길이 이론에 근거하여 단열 지역에서의 대류를 추정한 결과와 일진학적 관측을 통해 결정한 태양의 내부 구조는 큰 차이 없이 대부분 일치하며, 난류압이나 운동 에너지 등을 포함하여 혼합 길이 이론을 확장하는 시뮬레이션 방법도 개발되어 있다.

## 일진학
일진학은 태양에서의 파동 진동을 연구하는 학문으로, 파동 전파가 변화하는 것을 연구함으로서 태양의 내부 구조를 알 수 있고, 태양의 내부 상태에 대해 정밀한 모형을 만들 수 있다. 특히 태양 외곽의 대류층의 위치를 알 수 있으면, 이를 태양핵에 대한 정보와 합쳐, 표준 태양 모형을 이용해 태양의 연도를 운석에 의존하지 않고 구할 수 있다.

## 중성미자 생성
태양핵에서 수소는 여러 과정을 통해 헬륨으로 융합된다. 중성미자 대다수는 양성자-양성자 연쇄 반응을 통해 전자 중성미자 형태로 방출되며, CNO 순환에서도 방출되나 태양에서 CNO 순환 자체가 그리 많이 일어나지 않는다.
태양에서 만들어지는 중성미자 대다수는 연쇄 반응의 첫 단계에서 생성되나, 에너지가 매우 낮아 (<0.425 MeV) 감지하기가 어렵다. 연쇄 반응의 부가적 반응 중 하나에서는 최고 에너지가 15 MeV에 달하는 붕소-8 중성미자가 생겨나며, 이 중성미자가 제일 쉽게 관측된다. HEP이라고 부르는 매우 드문 과정에서도 중성미자가 나올 것으로 추정하고 있으며, 이 중성미자의 에너지는 18 MeV에 달할 것으로 예측하고 있다.
연쇄 반응의 모든 반응에서는 모두 중성미자가 방출되며, 다양한 에너지를 갖는다. 7Be의 전자 포획으로 인해서 생성되는 중성미자의 에너지는 0.862 MeV (~90%) 또는 0.384 MeV (~10%)이다.

## 중성미자 감지
중성미자는 다른 물질과의 상호작용이 적기 때문에, 태양핵에서 만들어진 중성미자 대다수는 흡수되지 않고 태양을 통과해 나올 수 있다. 따라서 중성미자를 통해 태양핵을 직접 관측할 수 있다.

### 역사
우주에서 오는 중성미자를 처음으로 감지한 것은 레이먼드 데이비스의 홈스테이크 실험으로, 테트라클로로에틸렌으로 찬 탱크 내에서 염소 원자핵이 아르곤으로 핵변환되는 모습을 관측하였다. 이 반응은 중성미자로 인해 나타날 것으로 예측되었기 때문에 중성미자 관측 자체에는 성공하였지만, 중성미자가 어디서 왔는지에 대한 방향 정보는 알 수 없었다. 홈스테이크 실험에서 감지된 중성미자의 양은 표준 태양 모형에서 예측한 양의 약 1/3이었으며, 이는 곧 태양 중성미자 문제라고 불리게 된다.
홈스테이크 실험 이후에도 물리학자 일부는 방사화학적 방법을 신뢰할 수 없다고 주장하며 실험 결과를 믿지 않았다. 중성미자에 대한 명백한 관측 결과는 물의 체렌코프 효과를 이용한 가미오칸데 실험에서 나왔다. 가미오칸데는 근본적으로 전자의 탄성 산란을 이용하였는데, 여기서 중성미자와의 상호작용으로 방출되는 전자는 중성미자가 원래 향하던 방향을 향하기 때문에 방향 정보를 알 수 있었으며, 이 방향이 "태양 반대 방향"을 향한다는 사실이 밝혀지자 태양의 에너지원이 핵반응임이 명백해졌다. 하지만 가미오칸데의 관측 또한 표준 태양 모형에서 예측한 수보다 중성미자의 관측 수가 적었으며, 심지어 가미오칸데에서는 예측치의 1/3이 아닌 1/2가 관측되는 문제가 생겼다.
태양 중성미자 문제의 해결책은 서드베리 중성미자 관측소에서 실험적으로 결정되었다. 방사화학적 방법은 전자 중성미자만 관측할 수 있고, 체렌코프 효과를 이용할 경우 물에서 생기는 신호는 전자 중성미자가 대다수를 차지한 데 반해, 서드베리에서는 중성미자의 세 맛깔을 모두 감지하려고 시도하였는데, 이는 전자 중성미자가 태양을 통과할 때 밀도 변화로 인해 공명을 일으켜 다른 맛깔로 변화하는 미케예프-스미르노프-울펜슈타인 효과(중성미자 진동)를 검증하기 위한 것이었다. 이 공명 현상은 에너지와 관련이 있으며, 평균적으로 2 MeV 근처에서 일어나는데, 체렌코프 효과를 통해서는 에너지 5 MeV 이상만을 감지할 수 있었으며, 방사화학법은 더 낮은 에너지까지 감지할 수 있었기 때문에(염소 0.8 MeV, 갈륨 0.2 MeV), 두 실험 사이의 개수비 차이는 이를 통해 설명할 수 있었다.

### 양성자-양성자 연쇄 반응
양성자-양성자 연쇄 반응에서 만들어지는 모든 중성미자는 HEP 중성미자를 제외하고 모두 감지에 성공하였다. 감지에 사용한 주요 방법으로는 선속을 잴 수 있는 방사화학법, 중성미자 각각의 에너지를 잴 수 있는 중수소와 전자의 탄성 산란을 이용한 방법이 있다.

### HEP 중성미자
에너지가 가장 큰 중성미자는 아직 관측되지 않았는데, 이는 붕소-8 중성미자에 비해 상대적으로 선속이 작기 때문으로 추정하고 있다. 현재까지 표준 태양 모형에서 예측하는 HEP 중성미자의 선속을 관측할 정도로 정밀한 실험은 진행된 적이 없다.

### CNO 순환
CNO 순환에서 생성되는 중성미자는 에너지가 1 MeV 이하로, 충분히 관측할 수 있을 것으로 추정하고 있으나, 다른 반응에서 생성되는 중성미자의 '잡음'으로 인해 아직 확실히 관측이 확인된 적은 없다. 현재까지의 선속 관측 결과를 통해서는, CNO 순환이 태양 내 에너지 생성의 1% 미만만을 차지한다는 결과를 확인할 수 있었다.

### 추가적인 실험
현재까지의 중성미자 관측은 중성미자의 전체 선속만을 측정할 수 있었기 때문에, 태양 중성미자 관측의 다음 목표는 중성미자 각각의 에너지를 측정할 수 있을 정도로 정밀한 관측기를 운용하는 것이다. 이를 통해 미케예프-스미르노프-울펜슈타인 효과가 일어나는 정확한 에너지 대역을 측정하여, 태양 중성미자 문제를 완전히 해결할 수 있을 것으로 보고 있다.

## 핵의 온도 예측
붕소-8 중성미자의 선속은 태양핵의 온도에 매우 민감({\displaystyle \phi ({\ce {^8B}})\propto T^{25}})하므로, 붕소-8 중성미자의 선속을 이용해 핵의 온도를 측정하는 데 이용할 수 있다. 이를 이용해 2002년 진행한 연구에서는, 중성미자 선속 5.2×106/cm2·s를 이용해 태양 중심핵의 온도를 {\displaystyle T_{\text{sun}}=15.7\times 10^{6}\;{\text{K}}\;\pm 1\%}로 추정하였다.

## 태양 표면의 리튬 고갈
태양의 진화를 예측하는 모형 다수는 리튬을 제외하고는 화학적 조성을 상당히 잘 예측한다. 태양 표면의 리튬 함량은 원시별 시절보다 140배 가량 적으나, 대류층 최하단부의 온도는 리튬을 연소시켜 없애기에는 충분하지 않다. 이를 태양 리튬 문제라고 부른다. 다른 항성을 관측한 결과에서는 태양과 나이, 질량, 금속함량이 비슷한 경우에도 리튬 함량은 제각각인 모습을 보였는데, 외계 행성까지 포함하면 행성이 있는 경우 원시별 리튬의 1% 미만만이 남아 있었고, 없는 경우에는 리튬이 10배 이상 남아 있었다. 이를 통해 행성이 존재할 경우 물질이 섞여들어가는 깊이가 더 깊어져 리튬이 연소할 수 있는 범위까지 내려가게 한다는 가설이 제기되었다. 구체적으로는 행성이 항성의 각운동량 변화에 영향을 끼쳐 자전 속도를 변화시킬 수 있을 가능성이 제안되었으며, 태양의 경우 이는 자전 속도를 늦추는 방향으로 작용하였다. 표준 태양 모형에서 정확히 어느 부분이 문제인지 알아내기 위해서는 아직 더 많은 연구가 필요한데, 현재 일진학적 관측을 통한 태양의 내부 구조 추정과 모형이 정밀하게 일치하는 만큼, 원시별에 대한 가정이 수정되어야 할 가능성이 높다.

## 같이 보기
- 원시별